# Impasse Saint-Faron
L'impasse Saint-Faron est une ancienne voie de Paris qui était située dans l'ancien 7e arrondissement et qui a disparu lors de l'ouverture des rues de Lobau et de Rivoli.

## Situation
Située dans l'ancien 7e arrondissement, quartier du Marché-Saint-Jean, l'impasse Saint-Faron, d'une longueur de 51 m, commençait au 49, rue de la Tixéranderie et finissait en cul-de-sac.
Les numéros de la rue étaient noirs. Le dernier numéro impair était le no 7 et le dernier numéro pair était le no 4.

## Origine du nom
Cette rue prit le nom d'« impasse » ou « cul-de-sac Saint-Faron » en raison de l'hôtel particulier des abbés de Saint-Faron qui y était sis.

## Historique
En 1295, cette voie porte le nom de « rue de l'Esguillerie », en raison de la présence de marchands d'aiguilles, et en 1300 celui de « rue de l'Esculerie ».
Elle est citée dans Le Dit des rues de Paris de Guillot de Paris sous le nom de « rue de l'Esculerie ».
En 1313, elle est appelée « rue de la Violette», puis « rue des Juifs », « cul-de-sac des Juifs », « ruelle Barentin », « cul-de-sac Barentin » et, enfin, « cul-de-sac Saint-Faron » et « impasse Saint-Faron ».
Elle disparait lors de l'ouverture des rues de Lobau et de Rivoli.